# Natalie Assmann
Natalie Ananda Assmann (* 8. Februar 1988 in Brixlegg) ist eine österreichische Theaterregisseurin, Schauspielerin und Aktivistin.

## Leben und Wirken
Natalie Assmann ist die Tochter einer Kinderpsychologin und eines Museumsdirektors. Sie wuchs in Linz auf und bekam dort Ballettunterricht an der Anton Bruckner Privatuniversität. Von 2001 bis 2006 besuchte sie die „Musical Theater Academy“ in Linz und von 2006 bis 2009 die Schauspielakademie Elfriede Ott in Wien, die sie mit einem staatlichen Diplom abschloss.
Ab 2008 wirkte sie als Schauspielerin in Produktionen am Theater der Jugend (Wien) mit, ab der Spielzeit 2010/2011 als festes Ensemblemitglied. So spielte sie in der Musical-Version von Alice im Wunderland die Hauptrolle der ‚Alice‘. Die Aufführung fand 2012 im Renaissancetheater (Wien) statt. Assmann war auch in Filmproduktionen zu sehen, unter anderen mit einer der weiblichen Hauptrollen in dem Kurzspielfilm Unser Lied der Regisseurin Catalina Molina, der auf dem österreichischen Filmfestival Diagonale 2012 ausgezeichnet wurde.
Seit 2014 realisierte sie eigene Projekte an der Schnittstelle von Theater und politischer Performance im öffentlichen Raum. In einem Porträt in der Wiener Zeitung von 2016 wurde Assmann als Künstlerin beschrieben, die sich mit Antifaschismus, Diversität und Feminismus identifiziere und dafür starkmache. „Sei das in Theaterstücken, Demonstrationen, Podiumsdiskussionen, der Organisation von Konvois für Flüchtlinge von Budapest bis nach Wien oder bei völkerverbindenden Tanzkreisen im öffentlichen Raum.“

## Projekte
Im Rahmen eines zweijährigen Theaterworkshops mit Geflüchteten während des Refugee Protest Camp Vienna 2012 entwickelte sie mit Ibrahim Amir und der Regisseurin und Dramatikerin Tina Leisch die Ursprungsfassung des Stücks „Homohalal“ mit, das von Amir neu konzipiert 2017 im Staatsschauspiel Dresden Premiere hatte. Sie initiierte 2017 mit einer Wiener Künstlergruppe in Schärding ein interkulturelles Festival zum Thema Angst unter dem Titel „Carneval of Fear“, das mit Einwohnern gemeinsam geplant wurde. Es erinnerte an die Flüchtlinge, die durch die Stadt kamen, um zu Fuß über die Alte Innbrücke nach Neuhaus am Inn in Deutschland zu gelangen.
2018 inszenierte sie am Wiener Theater Drachengasse das Stück ARASH // Heimkehrer des in Wien lebenden Exil-Iraners Amir Gudarzi als Stationendrama. Anders als von Gudarzi geplant ließ sie es nicht auf einer Bühne in einem geschlossenen Theater spielen, sondern im öffentlichen Raum und verteilte die Handlung auf verschiedene Orte im 2. Wiener Gemeindebezirk, die das Publikum der Reihe nach besuchte. Bespielt wurden Brücken und Plätze in der Leopoldstadt, das alte jüdische Viertel, wo in der Nazizeit Jüdinnen und Juden vertrieben und/oder in den Tod getrieben wurden, ebenso auch Innenräume wie eine Wohngemeinschaft oder eine Bar. Das Stück erzählt von Arash, der aus dem Iran geflüchtet und in Wien-Leopoldstadt gelandet war. An den Stationen trifft er auf Geister von Menschen, die nicht mehr flüchten konnten. Die Regisseurin engagierte für die drei Arash-Darsteller Schauspieler mit unterschiedlichen Erstsprachen und holte Mitwirkende verschiedener Kulturen ins Ensemble. Assmanns Inszenierung habe eine erlebbare Brücke zwischen 1938 und den Umgang mit Flüchtlingen heute geschlagen, so der Kurier.
Auf dem Festival „Wienwoche“ 2015/16 leitete sie die Projekte „Gemma Richard?“ und das interkulturelle Tanzprojekt „Halay City Marathon“. 2019 übernahm sie zusammen mit Mirjana Djotunovic Mustra für zwei Jahre die künstlerische Leitung des Festivals und setzte queer-feministische Schwerpunkte.
Bei dem Theaterfestival Impulse 2019 führte sie zusammen mit Rana Farahani das Stück Sex drive auf. Das immersive Theaterprojekt über den Kölner Straßenstrich fand als Autofahrt im Mercedes-Oldtimer durch verschiedene Orte und Geschichten der Kölner Sexarbeit statt.  Im Rahmen der Sexwork-Konferenz von der Gruppe „Red Edition“ 2021 in Wien inszenierte sie die Performance City of Whor€s mit acht Performerinnen, die unterschiedliche Formen von Sexarbeit verkörperten.